# Konami VRC7
Konami VRC7 (VRC-VII) — электронный компонент, специализированная микросхема, разработанная компанией Konami в начале 1990-х годов, и применяемая в некоторых играх этой компании для игровой консоли Nintendo Famicom. Предназначена для расширения возможностей консоли, содержит в себе устройство управления расширенной памятью (маппер), и дополнительный звукогенератор.

## Описание
Микросхема VRC7 использовалась в составе игрового картриджа японских версий игр Lagrange Point (1991) и Tiny Toon Adventures 2 (1992) для Famicom. В играх для Nintendo Entertainment System (версия консоли для США и Европы) эта микросхема не применялась. Причиной являются отличия в наборе сигналов на слоте картриджа Famicom и NES — последняя не имеет аналоговых линий для источника звука, находящегося на картридже. Также, до начала 1990-х годов Nintendo не разрешала использование нестандартных (производимых сторонними разработчиками) компонентов для игр, выходящих за пределами Японии.
Японская версия игры Tiny Toon Adventures 2 не использовала дополнительный звукогенератор, входящий в состав VRC7, поэтому музыка в англоязычной версии игры осталась без изменений. Микросхема VRC7 в этой версии игры была заменена на Nintendo MMC3.
VRC7 входит в серию специализированных микросхем управления расширенной памятью компании Konami. Помимо VRC7, известны также микросхемы VRC2, VRC4, VRC5, VRC6. Из них только микросхемы VRC6 и VRC7 содержат дополнительный звукогенератор, остальные микросхемы реализуют только управление расширенной памятью.
Возможности VRC7 по управлению расширенной памятью полностью аналогичны микросхеме Konami VRC6. Различия заключаются в дополнительном звукогенераторе — вместо специально разработанного звукогенератора VRC7 содержит почти полный аналог микросхемы Yamaha YM2413 (OPLL). Отличия от YM2413 заключаются в отсутствии набора ударных инструментов и наличии только 6-канального режима работы. Набор управляющих регистров и их назначение для звуковой части VRC7 и YM2413 полностью совпадают, за исключением указанных отличий.
Микросхема выполнена в корпусе DIP48. На корпусе каждой микросхемы имеется маркировка KONAMI 053982 VRC VII, после которой следует код даты и места производства. Первые две цифры означают год, следующие две — номер недели в году. Буквы являются кодовым обозначением завода-производителя и партии.

## Технические характеристики
- Звукогенератор:
- 6 каналов 2-х операторного синтеза
  - 15 предопределённых инструментов
  - Только один инструмент может быть определён пользователем
- Одна доступная форма сигнала генераторов (синусоидальная)
- 16 уровней громкости для каждого канала
- Диапазон 8 октав
- Управление памятью:
  - 1 окно 16 КБ в адресном пространстве процессора
  - 1 окно 8 КБ в адресном пространстве процессора
  - 8 окон по 1 КБ в адресном пространстве видеоконтроллера
  - Горизонтальное и вертикальное отражение видеопамяти
  - Существующие игры имеют объём до 512 КБ
- Дополнительно:
  - Возможность генерации прерывания с частотой 15625 Гц (частота строк, но без прямой синхронизации с телевизионной развёрткой)

## Эмуляция
Эмуляция VRC7 реализована во многих современных эмуляторах NES/Famicom. Так как возможности генерации звука микросхемы VRC7 использовались не только в игре Langrange Point, но и в любительской музыке, создаваемой с помощью MCK/MML (Music Meta Language), VRC7 также поддерживается основными плагинами для воспроизведения музыки в формате NSF.